# Уяринцы
Уяринцы (укр. Уяринці) — село в Тывровском районе Винницкой области Украины.
Код КОАТУУ — 0524586901. Население по переписи 2001 года составляет 544 человека. Почтовый индекс — 23344. Телефонный код — 4355.
Занимает площадь 26,925 км².

## Адрес местного совета
23344, Винницкая область, Тывровский р-н, с. Уяринцы, ул. Мира, 1